# Poe (軟體)
Poe（全稱「開放探索平台」，Platform for Open Exploration）是一款由Quora開發的流動應用程式，於2022年12月推出。該應用程式集成了多種生成式人工智能，可使用戶能夠便利切換，比較和使用市場上主流的大型语言模型。Poe既有手機端也有網頁端。

## 歷史
2022年12月，Quora推出名為「Poe」的應用程式，當時用戶需要使用邀請碼註冊使用；後來的更新則取消有關做法，並開放予大眾免費使用，並僅提供iOS及iPadOS版本。
2023年3月4日，Poe網頁版推出，但仍未提供Android版本；同時，應用程式亦加入「ChatGPT」選項。
2023年5月22日，Poe在 Android版推出，用戶可在Google Play中下載。

## 特色
Poe起初內置3款聊天機器人，分別為Sage、Claude和Dragonfly。除Claude採用Anthropic提供的技術外，其餘兩款均利用OpenAI，惟Dragonfly於答案生成的速度上較Sage為快。同時，有關聊天機器人亦不能回答於2021年後發生的事件，應用程式亦會顯示訊息，提示用戶「機器人或會給出錯誤資訊」（This bot may make incorrect statements）。
2023年3月，應用程式加入ChatGPT的支援，但有指有關機器人乃建基於GPT-2，並非GPT-3.5甚或GPT-4；同時，開發團隊考量到訓練模型所需的計算資源及用家的裝置儲存空間，故有關機器人的模型較正式的ChatGPT為小，生成答案的速度亦較後者為快。
截至2023年4月，平台設有6款聊天機器人，當中「GPT-4」、「Claude+」兩款為較新的人工智慧模型，而免費版用戶亦有每天使用限制，付費版則可傳送更多訊息。
Poe提供跨平台同步以及维基百科风格的链接和实时跨平台同步功能。在機器人生成答案後，用戶亦可透過按下回答下方的按鈕向機器人詢問更多與話題有關的資訊，又或查看其他用戶分享的聊天內容；用戶亦可手動「清除」與機器人的聊天語境并保留聊天记录，使機器人的回答不受既有的對話內容所干擾。

## 使用情況
鑒於ChatGPT仍未對部份國家／地區（如香港）提供支援，故位處於該等地區的用戶若要使用有關服務，則需透過VPN及可提供外國電話號碼的網路服務之助完成帳戶註冊，甚為不便。而Poe的出現，亦為有關地區的用戶提供一個不須使用VPN等工具就可以使用聊天機器人的途徑。

## 支持的聊天機器人

#### OpenAI
- Assistant（原名 Sage） - 由 gpt-3.5-turbo 支持
- GPT-4 - 由 gpt-4 支持（非付費用戶有限制）
- ChatGPT　—　由 gpt-3.5-turbo 支持
- ChatGPT-16k - 由 gpt-3.5-turbo-16k 支持（非付費用戶無法使用）
- GPT-4-32k - 由 gpt-4-32k 提供支持（非付費用戶無法使用）

#### Anthropic
- Claude-2-100k（非付費用戶有限制）
- Claude-instant
- Claude-instant-100k（非付費用戶無法使用）

#### Meta
- Llama-2-7b
- Llama-2-13b
- Llama-2-70b

#### Google
- Google PaLM

## 外部連結
- 官方网站
- Poe在App Store上的資料